# Alice in the Jungle
Série Alice Comedies
Alice Rattled by Rats
(1925) Alice on the Farm
(1926)
Pour plus de détails, voir Fiche technique et Distribution.
Alice in the Jungle est un court métrage d'animation américain muet de la série Alice Comedies sorti en 1925.

## Synopsis
Alice et Julius se baladent à dos d'éléphant dans la jungle. Passant au-dessus d'un cours d'eau, Julius tombe et est presque dévoré par des crocodiles. Deux éléphanteaux jouent dans un bassin de la rivière tandis qu'un hippopotame détruit le panneau d'un singe barbier pensant manger une canne en sucre. Pour réparer l'injustice simiesque, Julius utilise la queue d'un tigre. De son côté, Alice part à la chasse au lion, mais le lionceau est remplacé par un adulte plus féroce. Julius est obligé d'intervenir et de sauver Alice.

## Fiche technique
- Titre original : Alice in the Jungle
- Série : Alice Comedies
- Réalisation : Walt Disney
- Animation : Ub Iwerks, Rollin Hamilton, Thurston Harper, Hugh Harman, Rudolf Ising
- Encrage et peinture : Lillian Bounds, Irene Hamilton, Hazelle Linston, Walker Harman
- Photographie : Rudolf Ising
- Montage  : Georges Winkler
- Production : Walt Disney
- Société de production : Disney Brothers Studios
- Société de distribution : Margaret J. Winkler (1925) ; Syndicate Pictures (1930, version sonorisée)
- Pays :  États-Unis
- Format d'image : noir et blanc - 35 mm - 1,37:1 - muet
- Genre : animation et prises de vues réelles
- Durée : 7 min 40
- Dates de sortie : 
  - Version muette : 15 décembre 1925[1]
  - Version sonorisée : 1er janvier 1930

Source : Walt in Wonderland

## Distribution
- Margie Gay : Alice

## Commentaires
Produit du 28 septembre au 14 octobre 1925, le film a été livré le 21 octobre 1925 et présenté en avant-première le 23 octobre 1925 à l'Iris Theater de Los Angeles. 
Ce film comprend des éléments de Alice Hunting in Africa (novembre 1924).